# Ekofilozofia
Ekofilozofia, Ekozofia, Filozofia ekologiczna – zbiór niejednorodnych nurtów i stanowisk filozoficznych łączących perspektywę ekologiczną i filozoficzną.
Szczególnie wyraźne różnice oddzielają ujęcia scjentystyczne, będące filozoficzną nadbudową (czy pogłębieniem) nauk o środowisku, i niescjentystyczne, rozwijane odrębnie w ramach filozofii.
Stanowiska ekofilozoficzne wpisywane są w szerszą gałąź filozofii: filozofię środowiska. Mają duże znaczenie dla ekoetyki (działu etyki zajmującego się środowiskiem), oraz pewnych nurtów filozofii społecznej i politycznej, w szczególności ekofeminizmu.

## Ujęcia niescjentystyczne
Ujęcia niescjentystyczne ekofilozofii nie tworzą stanowiska o jednolitych podstawach, oprócz ogólnej, dominującej perspektywy ekocentrycznej, biocentycznej lub holistycznej. Rozumienie i zakres ekofilozofii znacząco różni się u poszczególnych autorów. Najbardziej znane ujęcia zaproponowali:
- Arne Næss, norweski filozof i alpinista, twórca terminu ekozofia i głębokiej ekologii(inne języki)[2],
- Félix Guattari,
- Henryk Skolimowski, którego koncepcję nazywa się dla odróżnienia eko-filozofią[3].

## Ujęcia scjentystyczne
Ekofilozofia w ujęciu scjentystycznym  zajmuje się badaniem istoty i natury środowiska społeczno-przyrodniczego wraz z jego właściwościami ilościowymi i jakościowymi oraz dwustronnymi związkami przyczyno-skutkowymi pomiędzy środowiskiem a antroposferą.  
Zasadniczą strukturę przedmiotową tej nauki stanowią zagadnienia:  
- ogólnofilozoficzne związane z istotą i naturą środowiska społeczno-przyrodniczego, jego właściwościami ilościowymi i jakościowymi wraz z zachodzącymi w nich zmianami. Pogłębione rozważania w tym ujęciu stają się podstawą do oceny aktualnego stanu środowiska, jego przemian i wpływu na życie i zdrowie człowieka[4],
- antropologiczne dotyczące demografii, ontogenezy, migracji ludności, a także pozostałych zagadnień z tej dziedziny tj. nauka, technika, technologia, sztuka i religia[5],
- aksjologiczne będące wynikiem wartościowania ludzkiego życia i zdrowia. W ramach koncepcji ekofilozofii życie i zdrowie człowieka ujmowane jest jako wartość najwyższa, ale nie absolutna, natomiast środowisko społeczno-przyrodnicze stanowi wartość podstawową i dobro wspólne[6],
- edukacyjne traktujące o takim wychowaniu sozologicznym w rodzinie, szkole, środkach masowego przekazu, ośrodkach wiary i edukacji, które umożliwia kształtowanie wrażliwości na wartości środowiska społeczno-przyrodniczego[7].

W ujęciu praktycznym nurt ten umożliwia szeroko rozumiane zastosowanie nauki w ekosystemie.   
W ujęciu teoretycznym natomiast ekofilozofia umożliwia poznanie ekosystemów o różnym poziomie złożoności.  

### Teoretyczne podstawy ekofilozofii
Źródeł teoretycznych ekofilozofii upatrywać można w:  
- filozofii ekologii, która ujmowana jest jako podstawowa teoria i metodologia ekologii[8],
- ekologii człowieka, która stanowi syntezę antropologii przyrodniczej, ekologii i nauk medycznych[9],
- ekologii humanistycznej, będącej analizą życia człowieka w jego aspekcie ludzkim i osobowym[10],
- ekologii głębokiej stanowiącej analizę zagadnień związanych z kryzysem i katastrofami ekologicznymi, a także z upadkiem wartości moralnych człowieka[11],
- filozofii kryzysu ekonomicznego, która stanowi syntezę zagadnień z zakresu etyki, prawa, polityk i ekonomii w odniesieniu do kryzysu ekologicznego[12],
- ujęciu systemowo informacyjnym ekorozwoju interpretowanym jako prognoza rozwoju człowieka i rozwoju zrównoważonego środowiska[13],
- praktycznej filozofii przyrody ujmującej szereg zagadnień praktycznych i bioetycznych z zakresu kryzysu ekologicznego[14][15].